# Giacomo Losi
Giacomo Losi (10. září 1935 Soncino, Italské království – 4. února 2024) byl italský fotbalový obránce a trenér.
Téměř po celou svou profesionální kariéru (patnáct sezón) byl hráčem s největším počtem utkání v AS Řím. Poté jej překonali Totti a De Rossi. Pro svou dlouhou bojovnost a velkorysost v oboru dostal přezdívku Core de Roma.
V roce 1952 přišel do Cremonese, kde strávil dva roky ve čtvrté lize. Poté byl prodán do Říma za 8 milionů lir. První utkání za vlky odehrál 20. března 1955 proti Interu (3:0). Od sezony 1955/56 se stal stálým členem sestavy až do konce své kariéry. Od roku 1960 zastával funkci kapitána (299 utkání). Celkem za vlky odehrál 471 utkání a vstřelil 2 branky. Získal dvě vítězství Italském poháru (1963/64 a 1968/69) a také se stal vítězem veletržního poháru (1960/61). V sezoně 1968/69 se nepohodl trenérem Herrerou a raději klub opustil a poslední zápasy v kariéry odehrál v klubu Tevere Řím ve čtvrté lize. Dne 20. září 2012 byl mezi prvními 11 hráči , kteří byli uvedeni do síně slávy AS Řím.
Za reprezentaci odehrál 11 utkání. Byl na MS 1962, kde odehrál dva zápasy.
Po fotbalové kariéře se stal trenérem. Za 16 let vedl 13 klubů a největšího úspěchu zaznamenal v sezoně 1976/77, když vyhrál Bari 3. ligu.

## Hráčská statistika
| Sezóna  | Klub      | Liga    | Liga   | Liga | Ligové poháry | Ligové poháry | Ligové poháry | Kontinentální poháry | Kontinentální poháry | Kontinentální poháry | Celkem | Celkem |
| Sezóna  | Klub      | Soutěž  | Zápasy | Góly | Soutěž        | Zápasy        | Góly          | Soutěž               | Zápasy               | Góly                 | Zápasy | Góly   |
| ------- | --------- | ------- | ------ | ---- | ------------- | ------------- | ------------- | -------------------- | -------------------- | -------------------- | ------ | ------ |
| 1952/53 | Cremonese | Serie D | 29     | 1    | -             | 0             | 0             | -                    | 0                    | 0                    | 29     | 1      |
| 1953/54 | Cremonese | Serie D | 39     | 1    | -             | 0             | 0             | -                    | 0                    | 0                    | 39     | 1      |
| 1954/55 | Řím       | Serie A | 8      | 0    | -             | 0             | 0             | Stř.P                | 0                    | 0                    | 8      | 0      |
| 1955/56 | Řím       | Serie A | 30     | 0    | -             | 0             | 0             | -                    | 0                    | 0                    | 30     | 0      |
| 1956/57 | Řím       | Serie A | 30     | 0    | -             | 0             | 0             | -                    | 0                    | 0                    | 30     | 0      |
| 1957/58 | Řím       | Serie A | 9      | 0    | IP            | 6             | 0             | -                    | 0                    | 0                    | 15     | 0      |
| 1958/59 | Řím       | Serie A | 18     | 0    | IP            | 1             | 0             | Vel.P                | 4                    | 0                    | 23     | 0      |
| 1959/60 | Řím       | Serie A | 34     | 0    | IP            | 1             | 0             | Stř.P                | 2                    | 0                    | 37     | 0      |
| 1960/61 | Řím       | Serie A | 32     | 1    | IP            | 3             | 0             | Vel.P                | 9                    | 0                    | 44     | 1      |
| 1961/62 | Řím       | Serie A | 34     | 0    | IP            | 0             | 0             | Vel.P                | 2                    | 0                    | 36     | 0      |
| 1962/63 | Řím       | Serie A | 33     | 0    | IP            | 3             | 0             | Vel.P                | 8                    | 0                    | 44     | 0      |
| 1963/64 | Řím       | Serie A | 29     | 0    | IP            | 7             | 0             | Vel.P                | 5                    | 0                    | 41     | 0      |
| 1964/65 | Řím       | Serie A | 34     | 0    | IP            | 2             | 0             | Vel.P                | 6                    | 0                    | 42     | 0      |
| 1965/66 | Řím       | Serie A | 30     | 0    | IP            | 1             | 0             | Vel.P                | 2                    | 0                    | 33     | 0      |
| 1966/67 | Řím       | Serie A | 30     | 1    | IP            | 1             | 0             | -                    | 0                    | 0                    | 31     | 1      |
| 1967/68 | Řím       | Serie A | 27     | 0    | IP            | 1             | 0             | Stř.P                | 2                    | 0                    | 30     | 0      |
| 1968/69 | Řím       | Serie A | 8      | 0    | IP            | 3             | 0             | -                    | 0                    | 0                    | 11     | 0      |
| Celkem  | Celkem    | Celkem  | 454    | 4    | -             | 29            | 0             | -                    | 40                   | 0                    | 523    | 4      |

## Hráčské úspěchy

### Klubové
- 2× vítěz italského poháru (1963/64, 1968/69)
- 1× vítěz veletržního poháru (1960/61)

### Reprezentační
- 1× na MS (1962)